# Cillian Vallely

Cillian Vallely, né à Armagh en Irlande du Nord, est un musicien irlandais. Issu d'une famille musicienne, il joue de la musique traditionnelle irlandaise sur les uilleann pipes, du low whistle et de la flûte irlandaise notamment pour le groupe Lúnasa.

## Biographie
Cillian Vallely est né à Armagh en Irlande du Nord, dans une famille de musiciens. Son père Brian et sa mère Eithne sont membres du Armagh Pipers Club, et c'est là que Cillian a appris les uilleann pipes. Ses frères Niall et Caoimhín sont également musiciens, et il leur arrive de se produire en trio. 
Cillian Vallely joue également du low whistle. Il a eu comme professeur le piper Mark Donnelly au Armagh Pipers Club. Il joue principalement dans le registre de la musique traditionnelle.
Depuis 1999, il est membre du groupe Lúnasa, avec lequel il a enregistré 7 albums. Il a aussi joué et fait des tournées avec le spectacle Riverdance, Natalie Merchant, Tim O'Brien et Mary Chapin Carpenter, et dans le projet Celtic Jazz Collective avec Lewis Nash et Peter Washington. Ces dernières années, il a participé à des projets de collaboration entre musique classique et traditionnelle, en compagnie de son frère Niall et du compositeur Micheal O’Suilleabhain.
Il a enregistré plus de 40 albums, dont Callan Bridge avec son frère Niall, On Common Ground avec Kevin Crawford et fait plusieurs apparitions en compagnie de Natalie Merchant, d'Alan Simon sur son projet Excalibur, avec les groupes Fairport Convention et Moody Blues. On le retrouve aussi lors du projet GAIA avec l'Orchestre philharmonique de Prague, et la chanteuse Karan Casey. Enfin, en janvier 2014, Bruce Springsteen l'a invité pour l'enregistrement de son album High Hopes, qui a été classé dans le hit-parade de quatorze pays.

## Discographie

### Avec Lúnasa
- 2001 : The Merry Sisters of Fate
- 2003 : Redwood
- 2004 : The Kinnitty Sessions
- 2006 : Sé
- 2008 : The Story So Far...
- 2010 : Lá Nua
- 2013 : Lúnasa with the RTE Concert Orchestra
- 2018 : Cas

### Avec d'autres musiciens
- 2001 : Untamed - Next Generation Celtic
- 2002 : Callan Bridge, avec son frère Niall Vallely
- 2004 : New Day
- 2009 : On Common Ground, avec Kevin Crawford

### Participations
- 1998 : The Vow, de Aine Minogue and the DruidStone
- 1999 : Beyond Words, de son frère Niall Vallely
- 1999 : Come to Dance (A Celtic Tradition), de John Whelan
- 1999 : Mother: Songs Celebrating Mothers & Motherhood, de Susan McKeown, Robin Spielberg et Aine Minogue
- 2000 : The Spin, du groupe Whirligig
- 2000 : Lowlands, de Susan McKeown
- 2002 : Callan Bridge, avec son frère Niall
- 2003 : Distant Shore, de Karan Casey
- 2003 : GAIA, du compositeur Alan Simon
- 2005 : Strayaway, de son frère Caoimhin Vallely
- 2005 : bande originale du film Irish Jam, de John Eyres
- 2007 : Excalibur II, du compositeur Alan Simon
- 2007 : Buille 2, du groupe Buille
- 2008 : Ships in the Forest, de Karan Casey
- 2009 : bande originale du film Golden Boy, de Daniel Adams
- 2010 : Leave Your Sleep, de Natalie Merchant
- 2012 : To Warm the Winter's Night, de Aine Minogue
- 2014 : High Hopes, de Bruce Springsteen